# Feuerschiff Horns Rev
Das Motorfeuerschiff Horns Rev (dänisch Motorfyrskib No. I Horns Rev) ist ein außer Dienst gestelltes Leuchtfeuerschiff von 1914, das wechselnd auf den Stationen Vyl, Horns Rev, Grådyb und Møn ausgelegt war. Heute liegt es als Museumsschiff in Esbjerg, Dänemark, und ist der Öffentlichkeit zugängig. Es gehört der Stiftung Fonden til bevarelese af Motorfyrskib nr. I, die es nach der Außerdienststellung übernahm.

## Geschichte
Dänemarks erstes Leuchtfeuerschiff wurde auf der Schiffswerft von Jacob Holm (1770–1845) in Christianshavn 1829 gebaut. Von da an wurden alle dänischen Feuerschiffe durchnummeriert.
Aufgrund des Verlustes des Feuerschiffs Vyl (No. XX), 1909 gestrandet am Bjerregård Strand an der jütländischen Westküste durch Bruch der Ankerketten, wurde beschlossen nur noch Feuerschiffe mit Motor zu bauen.
Auf der Schiffswerft N.F.Hansen in Odense wurde das Feuerschiff 1913–1914 als erstes Motor-Feuerschiff fertiggestellt. Die Baukosten betrugen damals 151.350 DKK. Weitere Aufträge für die Feuerschiffe No. II – IV folgten 1916, 1918 und 1920.
Von Anfang an sollte es Ein- und Ausfahrten aus dem Hafen von Esbjerg bedienen. Von 1915 bis 1917 wurde das Motorfeuerschiff auf der Station Vyl vor Esbjerg ausgelegt. Abgesehen von kurzen Stationen an anderen Orten oder zur Wartung verbrachte das Feuerschiff den größten Teil seiner Dienstzeit außerhalb von Esbjerg zunächst auf der Vyl Station oder der Horns Rev Station, wo es zuletzt 1980 stationiert war. Diese beiden Posten liegen westlich von Esbjerg in der Nordsee. Die letzte Position war von 1981 bis 1988 südöstlich vor der Insel Møn (Station Møn SE).

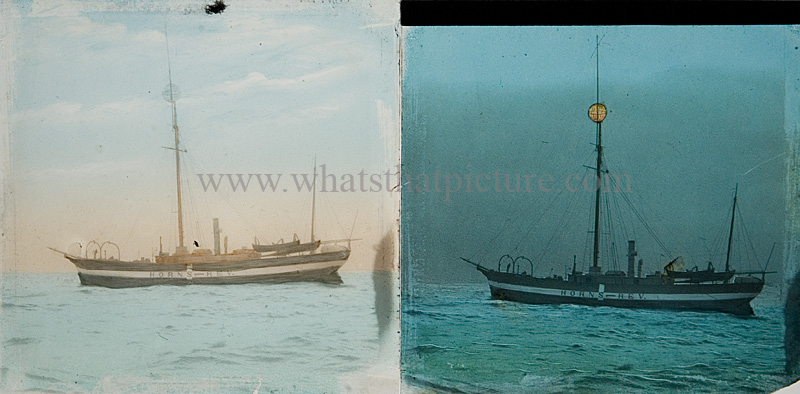
Feuerschiff Horns Rev Am Tage und Nachts
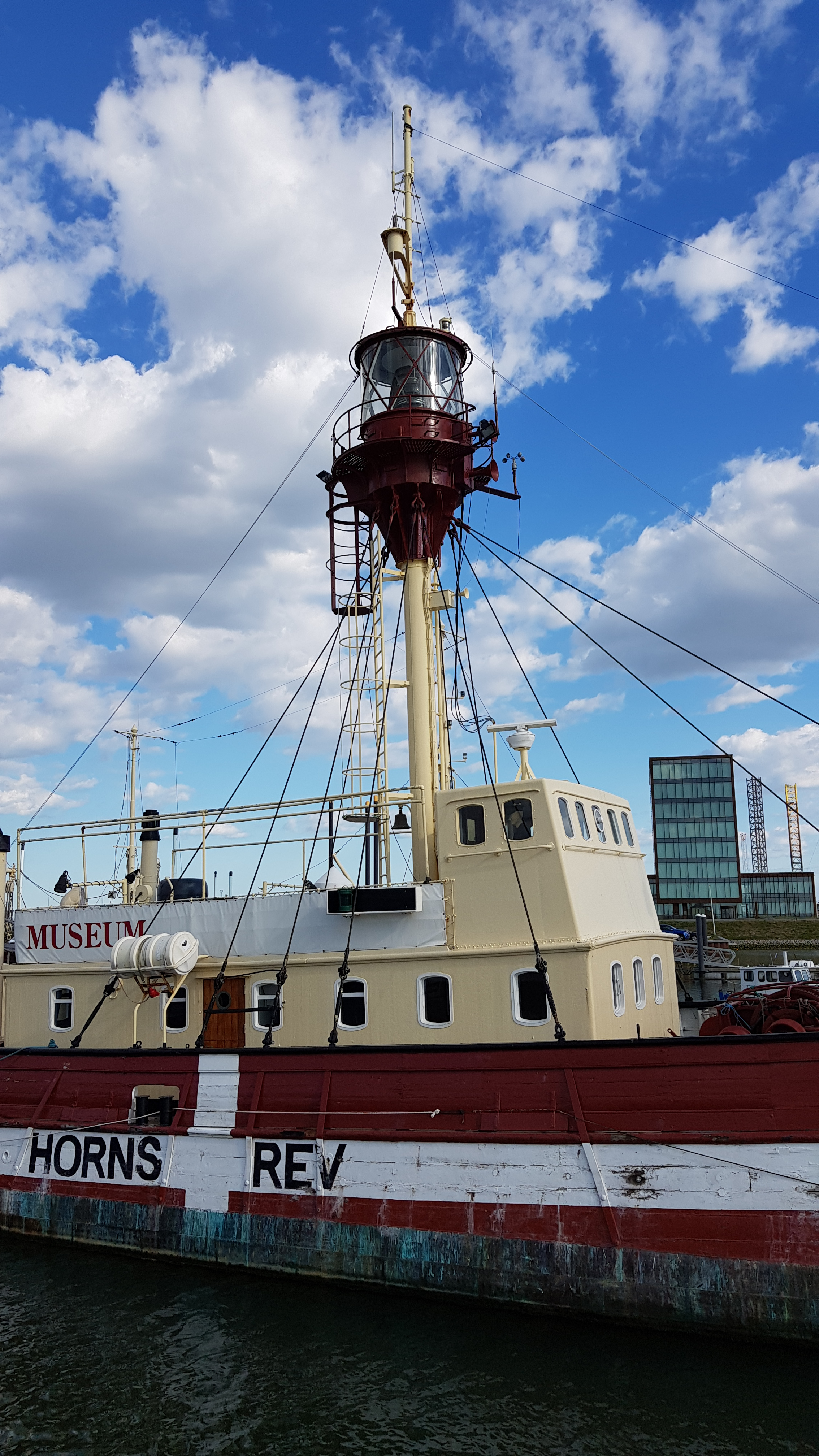
Horns Rev bei Havneøen in Esbjerg, 2020
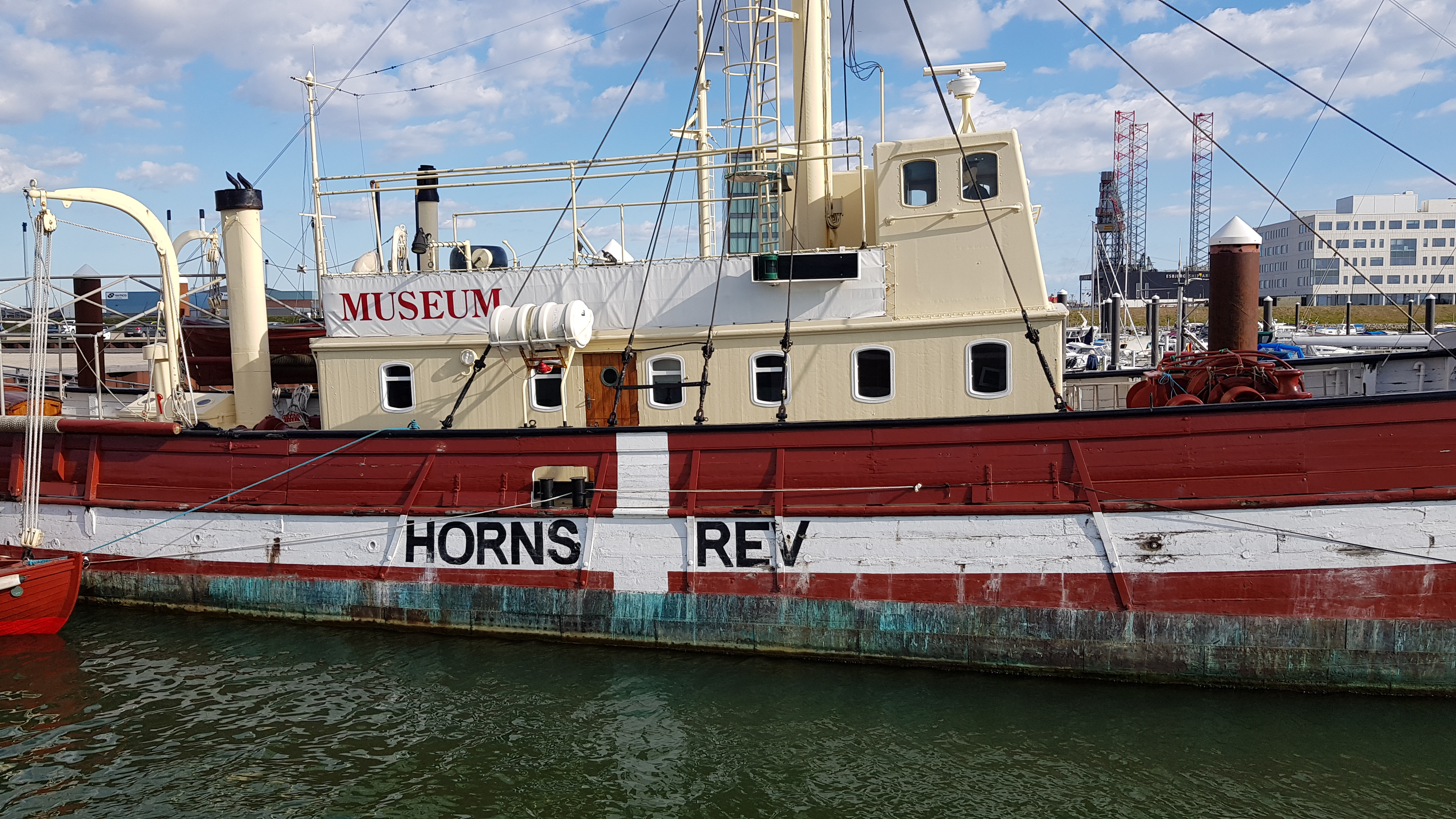
Horns Rev bei Havneøen in Esbjerg, 2020
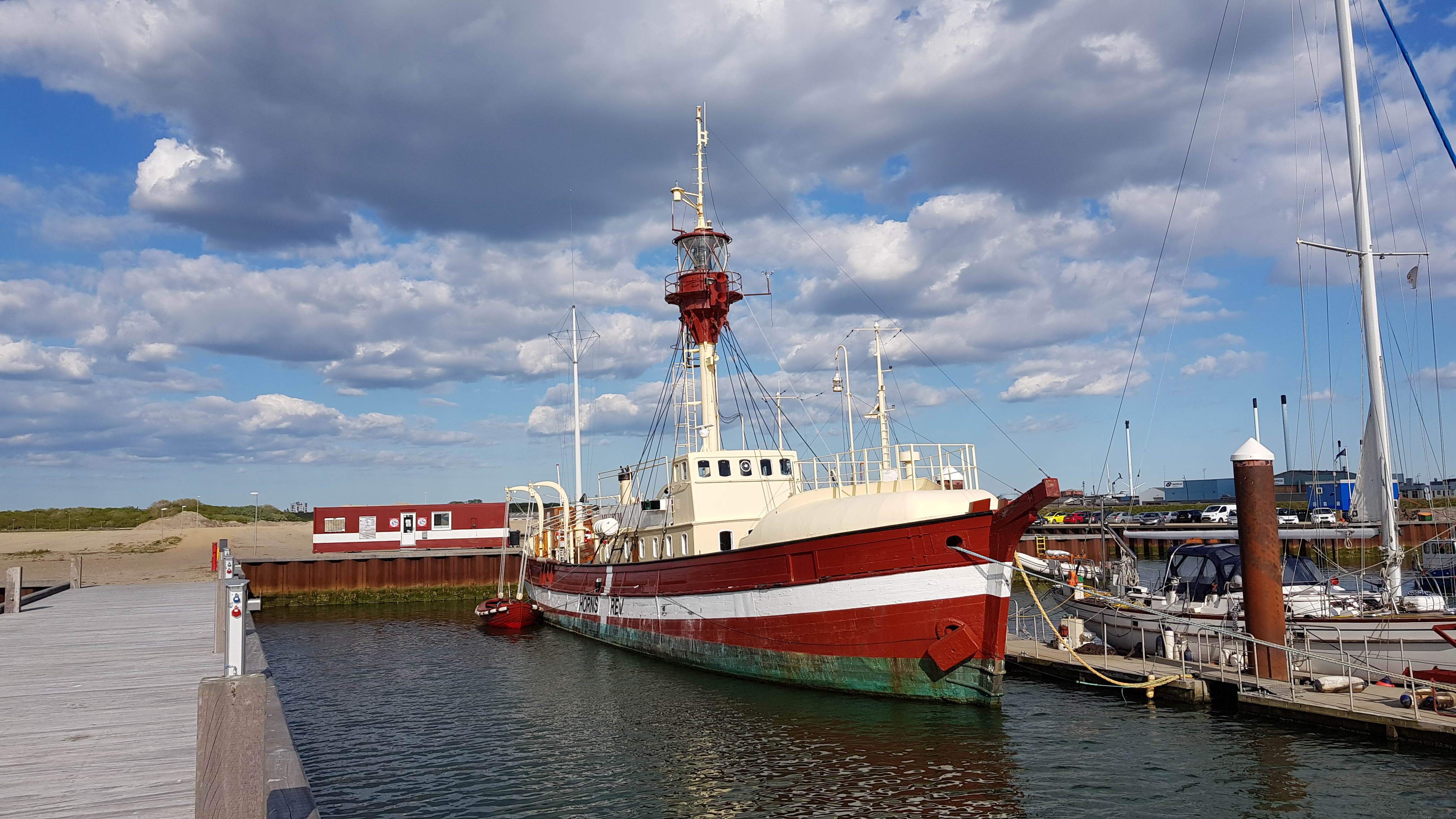
Horns Rev bei Havneøen in Esbjerg, 2020

Die bis dahin vom Feuerschiff bedienten Positionen auf Horns Rev und Vyl, die eines der gefährlichsten Riffe in dänischen Gewässern markieren, wurden jetzt durch Leuchttonnen ersetzt.
1989 wurde auf Empfehlung des Kulturministeriums eine Stiftung zur Erhaltung des Motorfeuerschiffs Nr. I (Fonden til bevarelse af Motorfyrskib nr. I) gebildet. Die Übergabe des Feuerschiffes erfolgte für 150.000 DKK durch Verteidigungsminister Knud Enggaard an die Stiftung.

## Museumsschiff
Das Motorfeuerschiff wurde im Juli 1990 als Museumsschiff eröffnet und ist als Feuerschiffmuseum im Hafen von Esbjerg als ein öffentlich zugängliches Privatmuseum an Bord des Feuerschiffs Horns Rev erlebbar. Das Motorfyrskibet Nr. I, gilt als das älteste und am besten erhaltene Motorfeuerschiff der Welt.
Das Museumsschiff liegt im neuen Havneøen-Stadtteil von Esbjerg am nördlichen Ende des Hafens und ist vom 1. April bis 30. September montags, dienstags und donnerstag vo 9 bis 12 Uhr (oder wenn jemand an Bord ist) für Besucher geöffnet. Im Museum gibt es eine Ausstellung, die die Rolle und Bedeutung von Dänemarks Feuerschiffen beschreibt.